# دراسات بياض البشرة
تتضمن دراسات بياض البشرة دراسة الأساس الذي يعطي امتياز البيض، واختبار بياض البشرة كعرق وحضارة ومصدر للتمييز العرقي العام، واستكشاف الظواهر الاجتماعية الأخرى الناتجة عن البنى المجتمعية والسلوكيات والمعتقدات الجماعية للأشخاص ذوي البشرة البيضاء. هناك مجال بحث متعدد التخصصات كانت بداياته في الولايات المتحدة يختص في دراسات ذوي البشرة البيضاء ودراسات العرق النقدية، والذي تطور بشكل خاص منذ أواخر القرن العشرين. يركز هذا المجال على ما يصفه المؤيدون بالنواحي الثقافية والتاريخية والاجتماعية للأشخاص الذين جرى تعريفهم على أنهم بيض البشرة، وبالبناء الاجتماعي لـ «بياض البشرة» كأيديولوجية مرتبطة بالمنزلة الاجتماعية.
من رواد هذا المجال ويليام إيدورد برغاردت دو بويز («جيفرسون ديفيس كممثل للحضارة»، 1890 ؛ دارك ووتر، 1920)، جيمس بالدوين (ذا فاير نيكست تايم، 1963)، ثيودور دبليو ألين (ذا إنفينشن أوف ذا وايت ريس، 1976، توسعت في عام 1995)، روث فرانكنبرج (وايت ومن، ريس ماترز، ذا سوشل كونستركشن أوف وايتنس، 1993)، الكاتب والناقد الأدبي طوني موريسون (بلينگ إن ذا دارك، وايتنس آند ذا لترري إيماجنيشن والخيال الأدبي، 1992) والمؤرخ ديفيد رويديجر (ذا ويجز أوف وايتنس، 1991).
بحلول منتصف التسعينيات، حللت العديد من المشاريع في العديد من التخصصات، وأصبحت منذ ذلك الحين موضوعًا للدورات الأكاديمية والبحوث والمختارات. تربط بعض المناهج الدراسية تجريد سيادة البيض هدفًا محددًا في فهم بياض البشرة، بينما ترى مصادر أخرى مجال الدراسة في المقام الأول تعليميًا واستكشافيًا، كما هو الحال في التشكيك في موضوعية عصور من المشاريع المنتجة في المجالات الفكرية المقادة من قبل علماء بيض.
تتمثل إحدى الركائز الأساسية لدراسات البياض في قراءة التاريخ وآثاره على الحاضر المستوحى من ما بعد الحداثة والتاريخية، حيث يقال إن مفهوم التفوق العرقي ذاته بُني اجتماعيًا من أجل تبرير التمييز ضد غير البيض منذ القرن التاسع عشر، وحاول بعض الكتاب برهنة أن الدلالات المظهرية التي تعزى إلى جذور وأعراق معينة لا ترتبط ارتباطًا بيولوجيًا، وبالتالي فلا تشكل مفهومًا بيولوجيًا صالحًا. أثبت العديد من العلماء أن النظريات العرقية تعتمد على تركيب استبدادي لألوان البشرة والخصال المظهرية، ويمكنها التغاضي عن مشكلة التفريق ما بين تدرجات الألوان. كتب توماس ناكاياما وروبرت كريزيك عن بياض البشرة باعتباره «خطابًا استراتيجيًا» مؤكدًا في مقالته «وايتنس: إن بياض البشرة هو نتاج «تكوين وبناء بلاغي»». ويذكر ناكاياما وكريزيك في كتاباتهما: «لا يوجد» جوهر حقيقي لـ «بياض البشرة» ولا توجد سوى هياكل تصادفية تاريخية لذلك. يُعتبر البياض أمرًا طبيعيًا ومحايدًا، لذا فإن تسمية بيض البشرة تعني أن الشخص يُعرّف بياض البشرة على أنه تركيبة بيانية يمكن تشريحها لرؤية قيمها ومعتقداتها. تتضمن مجالات البحث الرئيسية في دراسات بياض البشرة طبيعة الامتياز لبيض البشرة والهوية البيضاء، والنظرية المهمة التي أُنشئت من خلالها هوية عرقية لبيض البشرة، وارتباط العلم بالهوية، ونظريات التغيير الاجتماعي المتوقعة التي تؤثر على هوية بيض البشرة.

## تعريفات لبياض البشرة
يعرّف زيوس ليوناردو البياض بأنه «كلمة عنصرية، في حين تمثل فئة الأشخاص البيض هوية مبنية اجتماعيًا، تستند عادة إلى لون البشرة». ويرى ستيف غارنر أن «البياض ليس له معنى متوافق وثابت وأن الدلائل المتعلقة بـ «العرق» تكون دائمًا مخصصة بالحقبة والموقع، وهي جزء من كل نظام عنصري وقومي».

## مجالات الدراسة

### البياض
تعتمد دراسات البياض على البحث في تعريف العرق الذي نشأ في الولايات المتحدة الأمريكية، ولكنها تنطبق أيضًا على التقسيم الطبقي العرقي في جميع أنحاء العالم. يؤكد هذا البحث على البناء الاجتماعي الحديث تاريخيًا للهوية البيضاء. كما ذكر وليام إدوارد بورغاردت دو بويز في عام 1920: «إن اكتشاف البياض الشخصي بين شعوب العالم لهو أمر حديث للغاية. في واقع الأمر، لا شك بأنه أمر خاص بالقرنين التاسع عشر والعشرين». يفحص هذا الفرع من الدراسة كيف نشأت هويات البيض والسكان الأصليين والأفارقة/السود وتفاعلت مع مؤسسات العبودية والاستيطان الاستعماري والمواطنة والعمل الصناعي. أرجع باحثون، من أمثال المؤرخ وينثروب جوردان، إنشاء الخط الفاصل قانونيًا بين «السود» و «البيض» إلى جهود الحكومة الاستعمارية الرامية للحيلولة دون اندلاع الثورات العرقية بين العمال غير المأجورين.
تقول الأستاذة في جامعة برينستون، نيل إيرفين بينتر، في كتابها الصادر عام 2010 والذي حمل عنوان «تاريخ الأشخاص البيض»، أن فكرة البياض ليست مجرد مسألة بيولوجية، ولكنها تشمل أيضًا «مفاهيم العمل والجنس والمنزلة وصور الجمال الشخصي». لم تمتلك المجتمعات الأوروبية المبكرة، بما في ذلك مجتمعات الإغريق والرومان، أي مفاهيم خاصة بالعرق أو أس مفاهيم أخرى تستعمل لتصنيف للناس على حسب أعراقهم أو طبقاتهم الاجتماعية، مع وجود طبقة دنيا من العبيد الذين تعود أصول أغلبهم لأوروبا. اشتمل علم الأعراق الذي طُور في القارة الأوروبية في القرن التاسع عشر تحليلًا مكثفًا لمجموعات مختلفة من الأوروبيين الذين صُنفوا على أنهم ينتمون إلى ثلاثة أو أربعة أعراق مختلفة، وكانت مجموعة أوروبا الشمالية أكثرها إثارة للإعجاب. خلال السنوات الأولى لإنشاء الولايات المتحدة الأمريكية، كان البياض معيارًا للمواطنة الكاملة وللقبول في المجتمع. تطور التعريف الأمريكي للبياض مع مرور الوقت؛ إذ لم تصنف، في بادئ الأمر، العديد من المجموعات، بما في ذلك اليهود والأوروبيين الجنوبيين، على أنها بيضاء. لكن، ونظرًا لتحول المعيار الأساسي في تعريف البياض ليصبح لون البشرة، فقد صنفوا تدريجيًا على أنهم بيض. تحدثت بينتر عن استمرار توسع تعريف البياض – أو بشكل أكثر دقة (اللاسواد)- إذ «اقترب الآن سود البشرة الأغنياء، والمتسمين بالجمال من ذوي البشرة الفاتحة، مهما كانت خلفيتهم العرقية، من التصنيف على أنهم من البيض».

## تطور المجال
يمكن القول إن دراسات بياض البشرة هوية فريدة من نوعها بدأت بين سود البشرة، الذين احتاجوا إلى فهم البياض من أجل البقاء، خاصة في مجتمعات الرقيق مثل المستعمرات الأمريكية والولايات المتحدة. من الموضوعات المهمة في هذا الأدب إلى جانب «الخفاء» العام للسود أمام البيض هو عدم رغبة البيض في اعتبار أن السود يدرسونهم أنثروبولوجيًا. كتب المؤلف الأمريكي جيمس ويلدون جونسون في روايته لعام 1912، السيرة الذاتية لرجل سابق ملون، أن «الأشخاص الملونين في هذا البلد يعرفون ويستوعبون البيض أفضل مما يعرفه ويستوعبه البيض أنفسهم». وقد كتب المؤلف جيمس بالدوين وتحدث بشكل مركز عن البياض، واصفاً إياه بأنه مشكلة اجتماعية محورية مصرًا على أنه كان اختيارًا، لا هوية بيولوجية. وفي كتاب ذا فاير نيكست تايم 1963، وهو كتاب غير خيالي عن العلاقات العرقية في الولايات المتحدة، طرح بالدوين:
«سيكون لدى البيض في هذا البلد ما يكفيهم لتعلم كيفية قبول أنفسهم وحبهم لبعضهم البعض، وعندما يحققون ذلك -وهو ما لن يكون غدًا ولن يكون أبدًا-  فلن تعود مشكلة الزنوج موجودة، لأنه لن تكون هناك حاجة لذلك بعدها».
تربط نظرية البياض الرئيسية بين صنف الهوية هذا وأعمال الإرهاب؛ أي (العبودية والاغتصاب والتعذيب والإعدام) ضد السود الذين يعاملون دون إنسانية.
بدأ الأكاديميون البيض في الولايات المتحدة والمملكة المتحدة في البحث في بياض البشرة في وقت مبكر من عام 1983، وخلقوا فكرة العلم المسمى بـ «دراسات البياض». جعلت «حروب الكنسي» في أواخر الثمانينيات والتسعينيات (وهي جدل سياسي حول مركزية المؤلفين البيض ووجهات النظر في ثقافة الولايات المتحدة) جعلت العالم شيللي فيشر فيشكين يطرح سؤالًا: كيف تشكل البناء التخيلي لـ «البياض» في الأدب الأمريكي والتاريخ الأمريكي. توسع النطاق إلى مجموعة كبيرة من الناشطين خلال أوائل التسعينيات، وقد وصفه فيشكين بأنه يمتد عبر اختصاصات «النقد الأدبي، والتاريخ، والدراسات الثقافية، وعلم الاجتماع، والأنثروبولوجيا، والثقافة الشعبية، ودراسات الاتصال، وتاريخ الموسيقا، وتاريخ الفن، وتاريخ الرقص، ودراسات الفكاهة والفلسفة واللغويات والفولكلور».
اعتبارًا من عام 2004، وفقًا لصحيفة واشنطن بوست، كانت هناك 30 مؤسسة على الأقل في الولايات المتحدة، بما في ذلك جامعة برينستون وجامعة كاليفورنيا في لوس أنجلوس وجامعة نيو مكسيكو وجامعة ماساتشوستس أمهيرست عرضت دورات في دراسات البياض، وغالباً ما يتداخل التدريس والبحث حول البياض مع الأبحاث حول نظرية ما بعد الاستعمار والشرقية التي تجري في كليات الفنون والإنسانيات وعلم الاجتماع والأدب والاتصالات والدراسات الثقافية والإعلامية وغيرها مثل (كينت، ليدس).يشارك أيضًا بشكل كبير في دراسات بياض البشرة، ممارسو التعليم المناوئ للعنصرية، مثل بتيتا مارتينز وحركة «التخلص من السيادة البيضاء».
إحدى المساهمات في دراسات البياض هي بحث ريتش بنجامين: «بحث عن مدن البيض: رحلة غير متوقعة إلى قلب أمريكا البيضاء». يعاين الكتاب المعتقدات الاجتماعية  لبيض البشرة وهمومهم في الولايات المتحدة، في سياق التغير الديموغرافي والثقافي والاجتماعي الهائل. غالبًا ما يُدرّس الكتاب على أنه كتاب تمهيدي في الدراسات عن بياض البشرة حول الهوية العرقية البيضاء في الولايات المتحدة «ما بعد العنصرية».
هناك مساهمة رئيسية أخرى في دراسات البياض وهي تحليل البياض كظاهرة، ليس فقط في الولايات المتحدة ونصف الكرة الغربي، بل وفي سياق العواصم الأخرى لما بعد الاستعمار مثل هولندا. يستكشف كتاب غلوريا ويكير، «مفارقات الاستعمار والعرق»، ثبات وطلاقة الهوية البيضاء وعلاقتها بالنقاوة في سياق هولندا والاستعمار في العقد الأول من القرن الحادي والعشرين. يعرّف ويكير نقاوة بياض البشرة بأنها بناء متجدد وإنكارٌ [لتغافل قومي عدائي] لدور هولندا وقربها من الإمبريالية الأوروبية والتقسيم العرقي والتدرج الهرمي، ومساهماتها في صنع التكوينات المواكبة للانتماء القومي والمعايير الثقافية (المهاجرين مقابل السكان الأصليين).
على الرغم من كون غالبية سكان هولندا مهاجرين، فحسب تحليل ويكر، يتم تسهيل عملية تقسيم الهولنديين من خلال لون البشرة والممارسات الدينية غير المسيحية والديانات «المنحدرة التي لا يعتنقها بيض البشرة». وحسب ويكير، فإن عملية التمييز العنصري اقتصرت على المجموعات المهاجرة من منتصف إلى أواخر القرن العشرين [أي المسلمون، السود السوريناميون، السود الأنتيليين]، وذلك كوسيلة لتحديد المجموعات خارج «المقاييس» الثابتة للمجتمع الهولندي. في نهاية المطاف، يلقي ويكير الضوء على المناورة الثقافية والبلاغية التي تحدث داخل الثقافة الشعبية الهولندية، والمساحات التعليمية، والخطابات الوطنية التي تسهل التطبيع، وعدم الانتماء إلى بيض البشرة، وكيف يرتبط هذا المفهوم المعقد بقواعد عرقية تاريخية من القرن التاسع عشر والتي رافقت التوسع الإمبراطوري.